# CSA Czech Airlines
Pour les articles homonymes, voir CSA.
CSA Czech Airlines (code AITA : OK ; code OACI : CSA), (en tchèque : České aerolinie a.s.), était la compagnie nationale de la Tchéquie basée à l'Aéroport de Prague-Václav-Havel. Elle fut membre de l'alliance Skyteam à partir de mars 2001. Elle quitta l'alliance 23 ans plus tard après sa cessation d'activité le 27 octobre 2024.

## Histoire
Československé státní aerolinie (littéralement Compagnie aérienne d'État de la Tchécoslovaquie) a été créée le 6 octobre 1923. Le premier vol entre Prague et Bratislava a eu lieu le 29 octobre de la même année. Sur ce vol, le pilote Karel Brabenec parcourt la distance de 321 km avec un biplan Aero A-14 (Bandenburg). La compagnie avait rejoint l’IATA en 1929. Son premier vol international a eu lieu en 1930, vers Zagreb ; la ligne vers Moscou étant inaugurée en 1936. Les activités de la compagnie était interrompues par l’invasion allemande du pays.
Après la Seconde Guerre mondiale, elle avait repris progressivement les vols et s'était posée pour la première fois en Afrique en 1947 (Le Caire). La prise de pouvoir des communistes en 1948 aviation entrainée des embargos sur l’équipement, obligeant CSA à se tourner vers des avions construits en Union Soviétique. En 1950, était victime du premier triple détournement d’avions, des appareils en provenance de Brno, Ostrava et Bratislava se posant à Munich au lieu de Prague le matin du 24 mars. Un tiers des passagers demande l’asile politique, les autres retournant en Tchécoslovaquie.

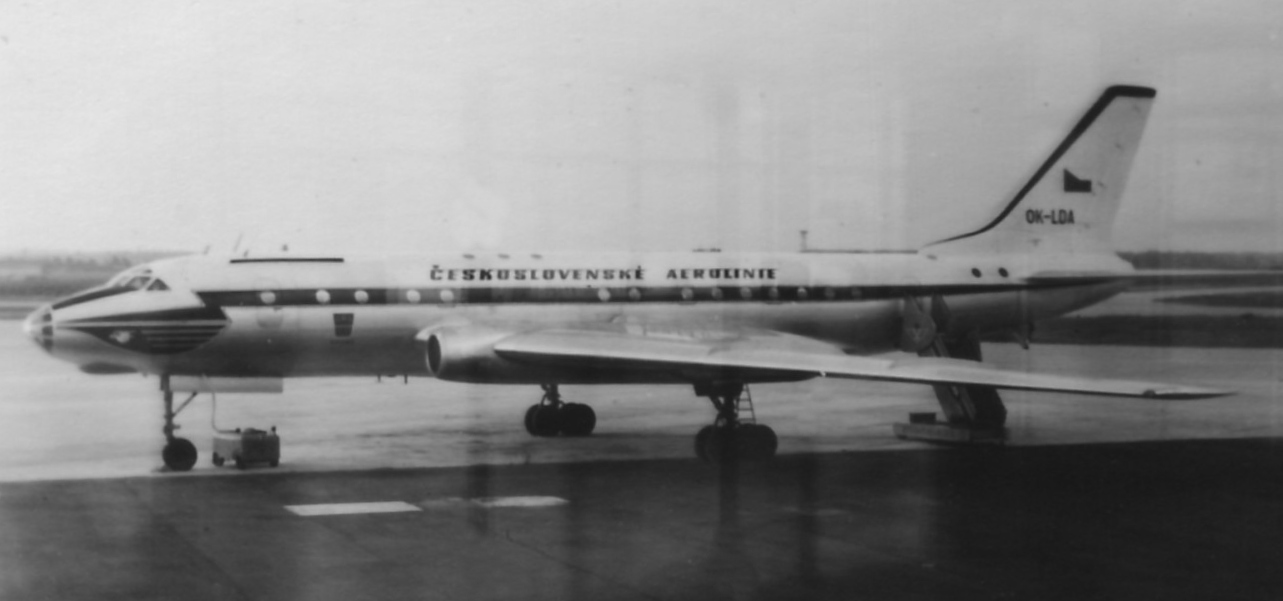
CSA Tupolev Tu-104 OK-LDA, 1958. This aircraft is displayed in the Musée de l'aviation de Prague-Kbely.

En 1957, CSA était la troisième compagnie aérienne au monde à avoir mise en service un avion à réaction, le Tupolev Tu-104A, entre Prague et Moscou. Elle inaugurera sa première liaison transatlantique le 3 février 1962, vers La Havane à Cuba. Son réseau s'était développée dans les années 1960 au Moyen-Orient et en Asie. CSA atterrira à Montréal et New York en 1970.

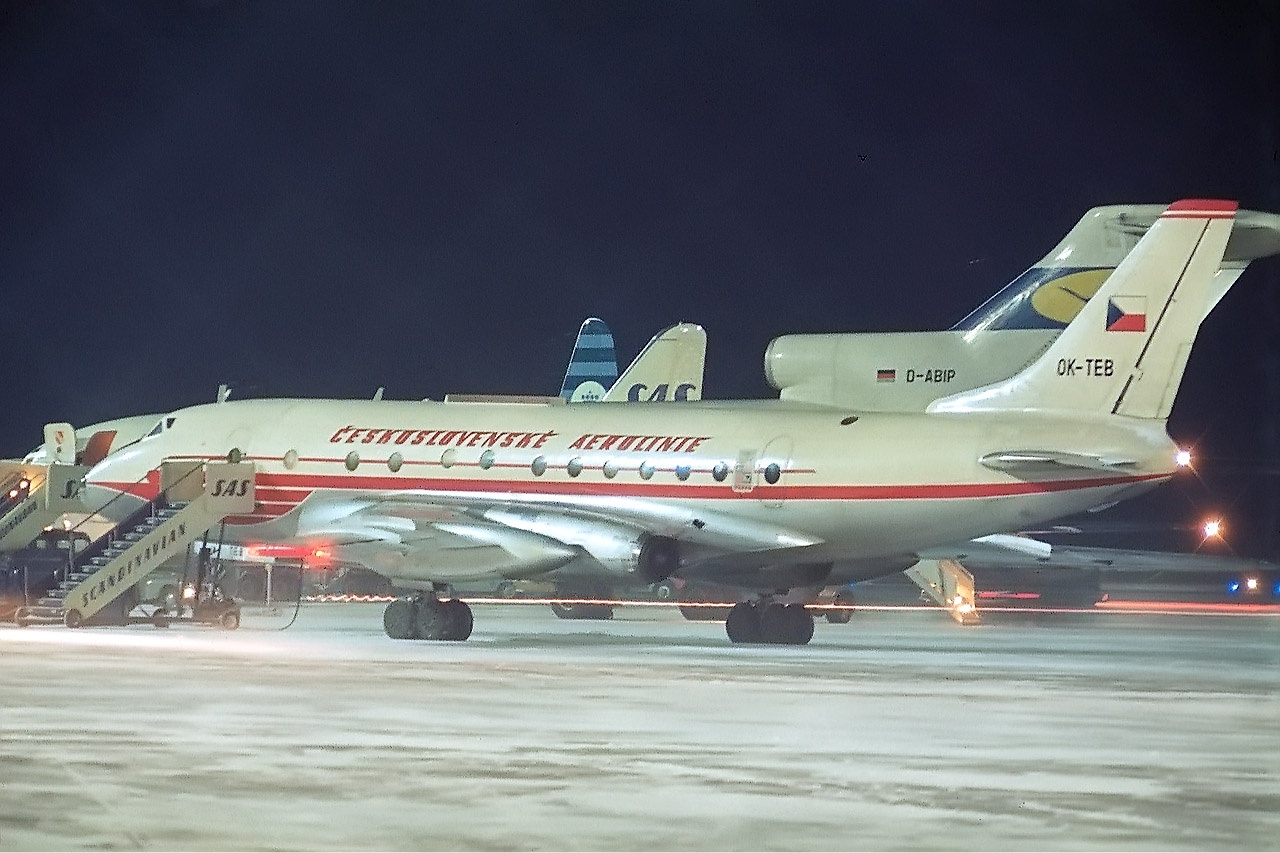
Tupolev Tu-124

En 1987, son réseau comprenait des destinations comme Barcelone, Lisbonne, Malte, Dubaï, Hanoi, Ho Chi Minh Ville, Erevan ou Tachkent.

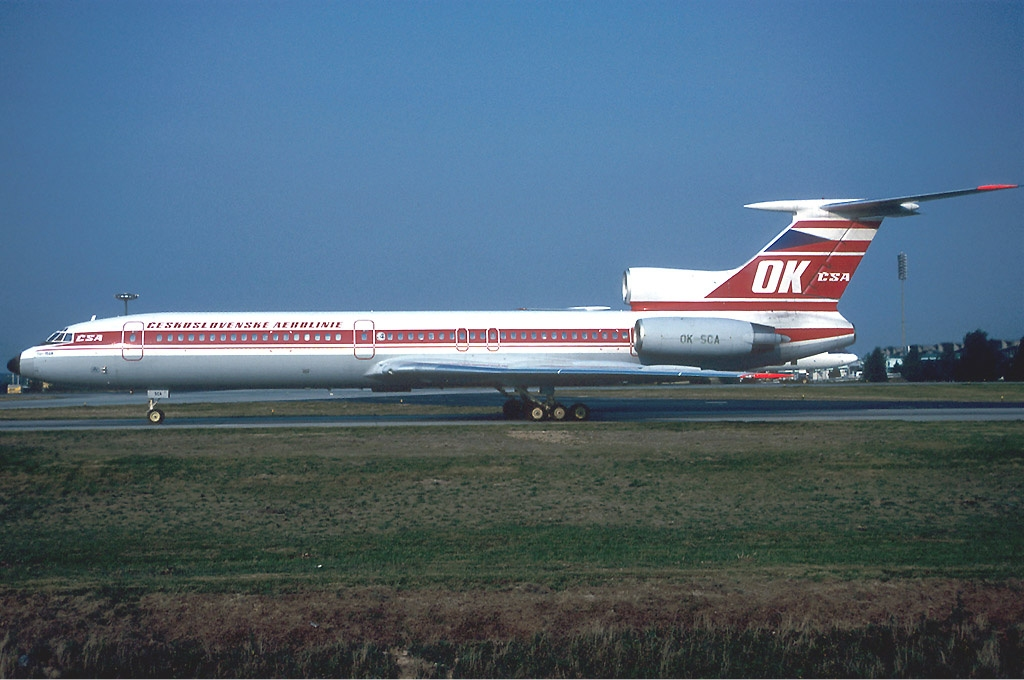
Tupolev Tu-154M en 1990

Air France entrera dans son capital en 1992, mais revendra ses parts deux ans plus tard à la banque Konsolidacni banka. La compagnie, dont la flotte comprenait désormais des Airbus, Boeing et ATR, adoptera son nom actuel, CSA Czech Airlines, en mai 1995. Son réseau comptait 75 destinations dans 44 pays en 2004, année qui la voyait t
La crise économique poussait le gouvernement à tenter en février 2009 de privatiser CSA, un processus qui était suspendu en octobre avec le rejet de l’offre présentait par Travel Services et Unimex Group. Après des pertes de 9,5 millions d'euros en 2011, un nouvel essai a été lancait en décembre 2012, alors que la compagnie annonçait son retour sur le long-courrier. En mars 2013 l’état acceptera l’offre de Korean Air, qui avais mis 2,64 millions d’euros sur la table pour acheter 44 % des parts de CSA Czech Airlines.
En octobre 2017, la compagnie tchèque Travel Service rachètera CSA.
À la suite de la crise économique du Covid-19, elle licenciera ses 430 employés entre fin avril et le 1er mars 2021. En redressement judiciaire depuis mars 2021, CSA avait réduit considérablement ses opérations et sa flotte depuis lors. En juin 2021, on ne comptait plus que 3 liaisons régulières vers Paris (France) Hurghada (Egypte) et Reykjavik (Islande) et seulement deux appareils étaient en service.
En Février 2023, la compagnie n'avait plus qu'un seul avion, étant immatriculé OK-HEU et desservait une seule destination, Paris CDG. Au 28 Avril de la même année, la compagnie a louée un autre A320, immatriculé OK-IOO.
CSA effectuera son dernier vol le 26 octobre 2024.

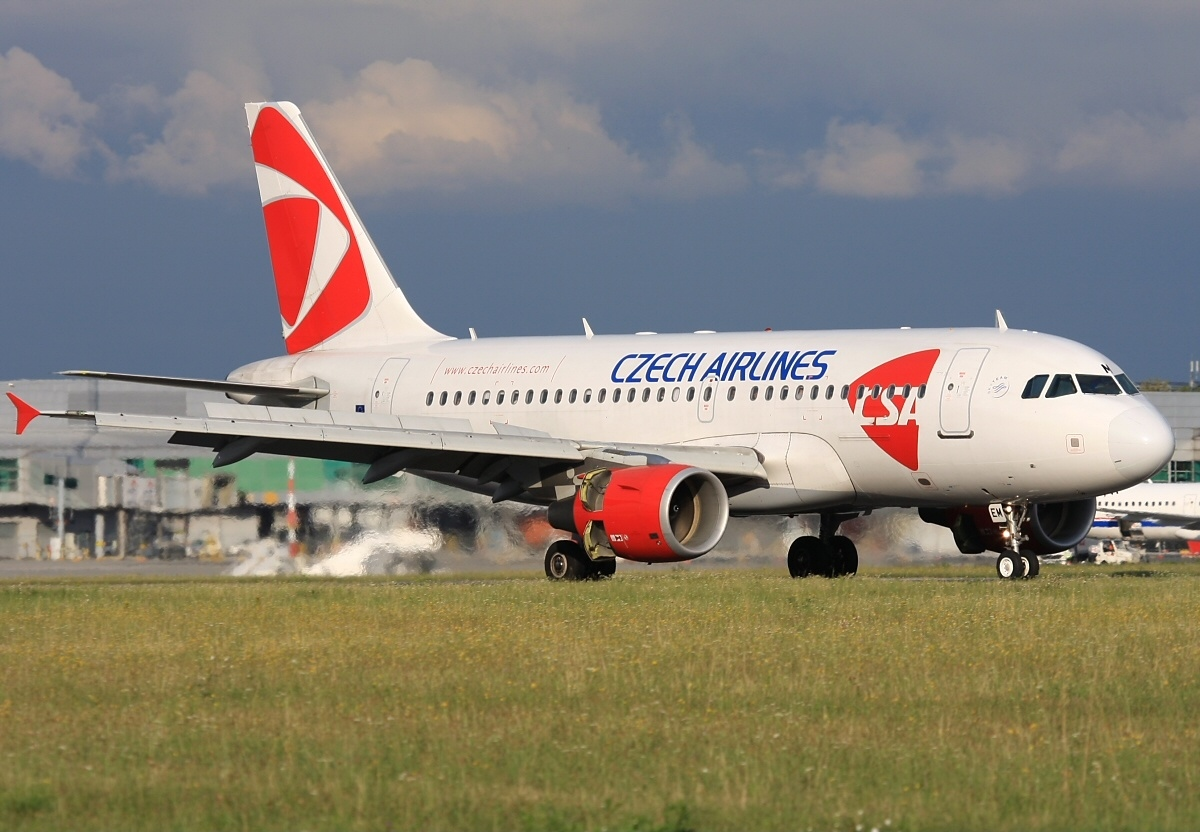
Airbus A319-112 de CSA - Czech Airlines

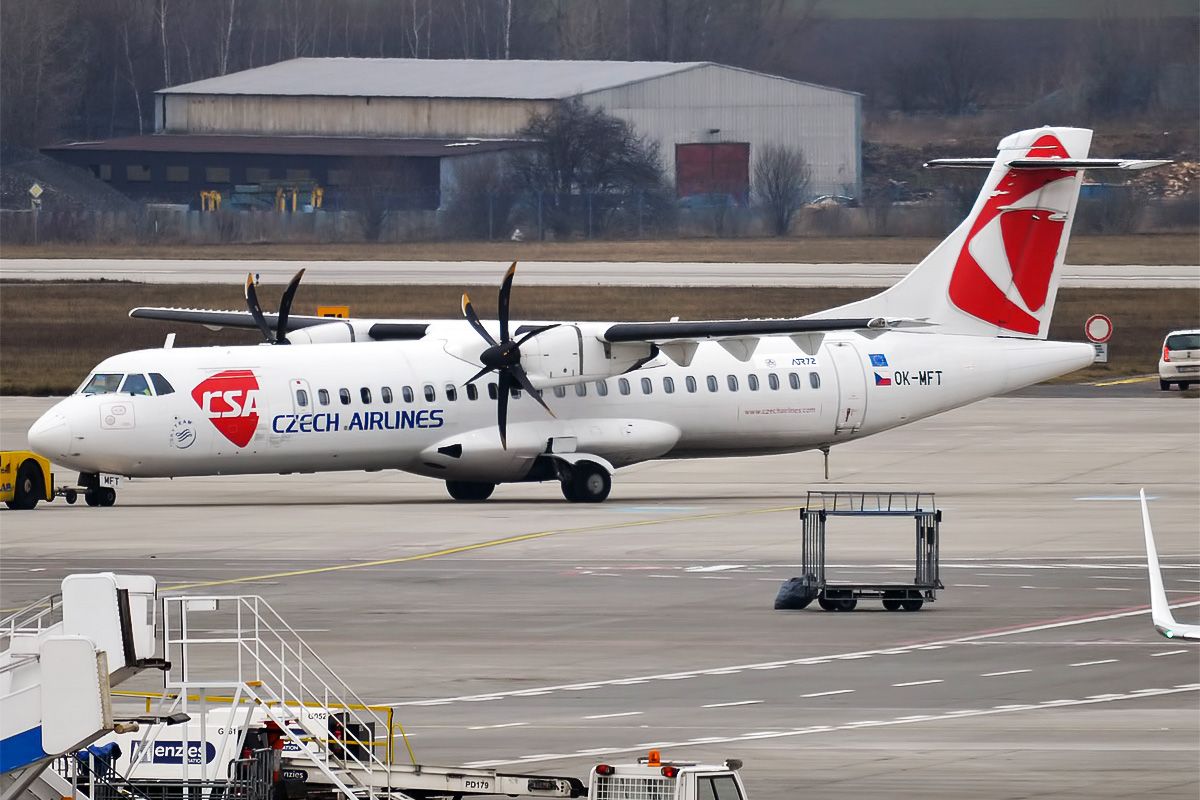
ATR 72-500 de Czech Airlines

## Flotte
La flotte de CSA Czech Airlines ne se composait plus que de 2 appareils (au mois d'Avril 2023):
| Appareils       | En service | Commandes | Passagers (Business/Économie) | Notes                                               |
| --------------- | ---------- | --------- | ----------------------------- | --------------------------------------------------- |
| Airbus A220-300 | 1          | 3         | à déterminer                  | Actuellement exploité par sa maison mère SmartWings |
| Airbus A320-200 | 2          | —         | 189                           |                                                     |
| Total           | 2          | 3         |                               |                                                     |

L'âge moyen de la flotte de CSA Czech Airlines était d'environ 15.1 ans.
La compagnie tchèque ayant retiré ses deux derniers Airbus A310-300 mi-2010, et ne pouvant les remplacer en raison de ses difficultés financières, ne disposait plus ainsi d'appareils long courrier lui permettant de desservir des liaisons comme New-York ou Toronto. Un Airbus A330 pris en leasing lui avait permis de lancer une liaison vers Séoul en juin 2013.

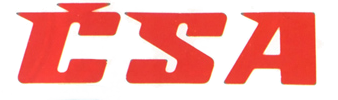
Ancien logo de CSA

### Flotte historique
| - Tupolev Tu-134A en 1994 - Ancien A310 avec l'ancienne livrée de la compagnie - A330 à l'aéroport de Václav Havel, retiré de la flotte en 2020 |

- ATR 72-500 (sorti en 2021)

- Airbus A310-300
- Airbus A321-200
- Airbus A330-300 (sorti en 2020)
- ATR 42-300/320
- ATR 42-400
- ATR 72-200
- Boeing 737-400
- Boeing 737-500
- Boeing 737-800 (sorti en 2020)
- Tupolev Tu-104A
- Tupolev Tu-124
- Tupolev Tu-134
- Tupolev Tu-154

## Destinations

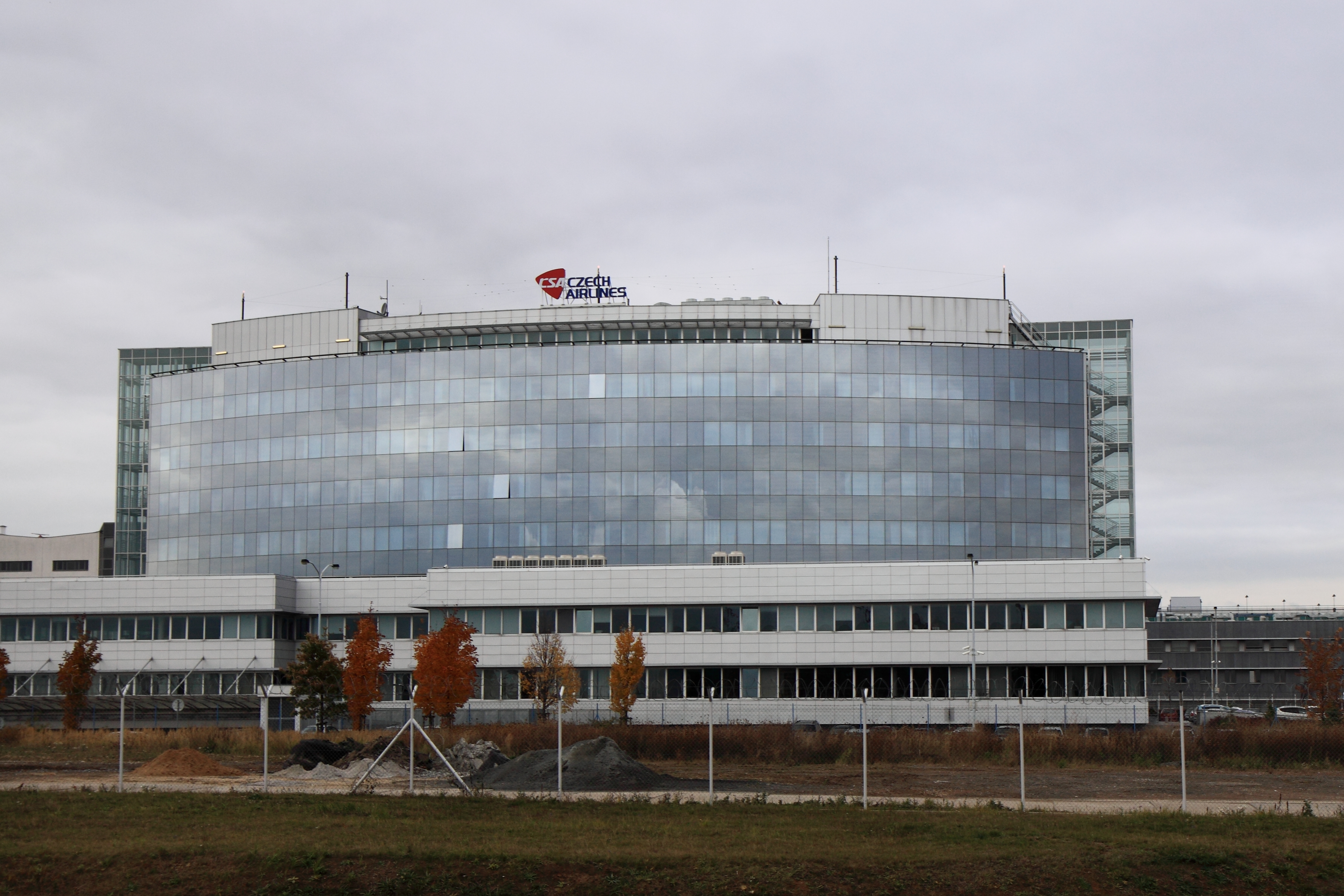
Le bâtiment du ČSA à l'Aéroport de Prague - Václav Havel.

En février 2023, seulement une destination était desservie par CSA Czech Airlines, Paris
En novembre 2021, CSA Czech Airlines proposait 61 destinations en comptant celles desservies en partage de codes.

### Partage de codes
En mars 2013, CSA Czech Airlines avait passé des accords de partage de codes avec :
- Aeroflot (Skyteam)
- Aeroméxico (Skyteam)
- airBaltic
- Air France (Skyteam)
- Air Malta
- Azerbaijan Airlines
- Belavia
- Bulgaria Air
- China Airlines (Skyteam)
- China Southern Airlines (Skyteam)
- Darwin Airline
- Delta Air Lines (Skyteam)
- Etihad Airways
- Finnair (Oneworld)
- Iberia (Oneworld)
- KLM (Skyteam)
- Korean Air (Skyteam)
- Rossiya
- Tatarstan Airlines
- Ural Airlines
- Uzbekistan Airways
- Vietnam Airlines (Skyteam)